# Kristinehamns, Filipstads och Askersunds valkrets
Kristinehamns, Filipstads och Askersunds valkrets var i riksdagsvalen till andra kammaren 1896–1905 en egen valkrets med ett mandat. Valkretsen, som alltså omfattade städerna Kristinehamns stad, Filipstads stad och Askersunds stad, avskaffades inför valet 1908 då Kristinehamn och Filipstad bildade Kristinehamns och Filipstads valkrets medan Askersund flyttades till Vadstena, Skänninge, Söderköpings, Motala, Gränna och Askersunds valkrets.

## Riksdagsmän
- Fredrik Broström, folkp 1897, partilös 1898–1899, lib s 1900–1905 (1897–1905)
- Karl Otto, lib s (1906–1908)

## Valresultat

### 1896
| Andrakammarvalet i Sverige 1896: Kristinehamns, Filipstads och Askersunds valkrets | Andrakammarvalet i Sverige 1896: Kristinehamns, Filipstads och Askersunds valkrets | Andrakammarvalet i Sverige 1896: Kristinehamns, Filipstads och Askersunds valkrets | Andrakammarvalet i Sverige 1896: Kristinehamns, Filipstads och Askersunds valkrets | Andrakammarvalet i Sverige 1896: Kristinehamns, Filipstads och Askersunds valkrets | Andrakammarvalet i Sverige 1896: Kristinehamns, Filipstads och Askersunds valkrets |
| Parti                                                                              | Parti                                                                              | Kandidat                                                                           | Röster                                                                             | %                                                                                  | ±                                                                                  |
| ---------------------------------------------------------------------------------- | ---------------------------------------------------------------------------------- | ---------------------------------------------------------------------------------- | ---------------------------------------------------------------------------------- | ---------------------------------------------------------------------------------- | ---------------------------------------------------------------------------------- |
|                                                                                    | Folkpartiet                                                                        | Fredrik Broström                                                                   | 381                                                                                | 65,9                                                                               |                                                                                    |
|                                                                                    | Obundet konservativ                                                                | P. Öberg                                                                           | 143                                                                                | 24,7                                                                               |                                                                                    |
|                                                                                    | Annat                                                                              | Övriga kandidater                                                                  | 54                                                                                 | 9,4                                                                                |                                                                                    |
| Valdeltagande                                                                      | Valdeltagande                                                                      | Valdeltagande                                                                      | 579                                                                                | 55,7                                                                               |                                                                                    |

1 röst kasserades.

### 1899
| Andrakammarvalet i Sverige 1899: Kristinehamns, Filipstads och Askersunds valkrets | Andrakammarvalet i Sverige 1899: Kristinehamns, Filipstads och Askersunds valkrets | Andrakammarvalet i Sverige 1899: Kristinehamns, Filipstads och Askersunds valkrets | Andrakammarvalet i Sverige 1899: Kristinehamns, Filipstads och Askersunds valkrets | Andrakammarvalet i Sverige 1899: Kristinehamns, Filipstads och Askersunds valkrets | Andrakammarvalet i Sverige 1899: Kristinehamns, Filipstads och Askersunds valkrets |
| Parti                                                                              | Parti                                                                              | Kandidat                                                                           | Röster                                                                             | %                                                                                  | ±                                                                                  |
| ---------------------------------------------------------------------------------- | ---------------------------------------------------------------------------------- | ---------------------------------------------------------------------------------- | ---------------------------------------------------------------------------------- | ---------------------------------------------------------------------------------- | ---------------------------------------------------------------------------------- |
|                                                                                    | Liberala samlingspartiet                                                           | Fredrik Broström                                                                   | 314                                                                                | 51,6                                                                               | -14,3                                                                              |
|                                                                                    | Partilös moderat                                                                   | O. Nordenhaag                                                                      | 293                                                                                | 48,2                                                                               |                                                                                    |
|                                                                                    | Annat                                                                              | Övriga kandidater                                                                  | 1                                                                                  | 0,2                                                                                |                                                                                    |
| Valdeltagande                                                                      | Valdeltagande                                                                      | Valdeltagande                                                                      | 609                                                                                | 55,5                                                                               |                                                                                    |

Valet ägde rum den 1 september 1899. 1 röst kasserades.

### 1902
| Andrakammarvalet i Sverige 1902: Kristinehamns, Filipstads och Askersunds valkrets | Andrakammarvalet i Sverige 1902: Kristinehamns, Filipstads och Askersunds valkrets | Andrakammarvalet i Sverige 1902: Kristinehamns, Filipstads och Askersunds valkrets | Andrakammarvalet i Sverige 1902: Kristinehamns, Filipstads och Askersunds valkrets | Andrakammarvalet i Sverige 1902: Kristinehamns, Filipstads och Askersunds valkrets | Andrakammarvalet i Sverige 1902: Kristinehamns, Filipstads och Askersunds valkrets |
| Parti                                                                              | Parti                                                                              | Kandidat                                                                           | Röster                                                                             | %                                                                                  | ±                                                                                  |
| ---------------------------------------------------------------------------------- | ---------------------------------------------------------------------------------- | ---------------------------------------------------------------------------------- | ---------------------------------------------------------------------------------- | ---------------------------------------------------------------------------------- | ---------------------------------------------------------------------------------- |
|                                                                                    | Liberala samlingspartiet                                                           | Fredrik Broström                                                                   | 560                                                                                | 64,1                                                                               | +12,5                                                                              |
|                                                                                    | Obundet konservativ                                                                | O. Nordenhaag                                                                      | 313                                                                                | 35,8                                                                               | -12,4                                                                              |
|                                                                                    | Annat                                                                              | Övriga kandidater                                                                  | 1                                                                                  | 0,1                                                                                |                                                                                    |
| Valdeltagande                                                                      | Valdeltagande                                                                      | Valdeltagande                                                                      | 879                                                                                | 69,7                                                                               |                                                                                    |

Valet ägde rum den 12 september 1902. 5 röster kasserades.

### 1905
| Andrakammarvalet i Sverige 1905: Kristinehamns, Filipstads och Askersunds valkrets | Andrakammarvalet i Sverige 1905: Kristinehamns, Filipstads och Askersunds valkrets | Andrakammarvalet i Sverige 1905: Kristinehamns, Filipstads och Askersunds valkrets | Andrakammarvalet i Sverige 1905: Kristinehamns, Filipstads och Askersunds valkrets | Andrakammarvalet i Sverige 1905: Kristinehamns, Filipstads och Askersunds valkrets | Andrakammarvalet i Sverige 1905: Kristinehamns, Filipstads och Askersunds valkrets |
| Parti                                                                              | Parti                                                                              | Kandidat                                                                           | Röster                                                                             | %                                                                                  | ±                                                                                  |
| ---------------------------------------------------------------------------------- | ---------------------------------------------------------------------------------- | ---------------------------------------------------------------------------------- | ---------------------------------------------------------------------------------- | ---------------------------------------------------------------------------------- | ---------------------------------------------------------------------------------- |
|                                                                                    | Liberala samlingspartiet                                                           | Karl Otto                                                                          | 609                                                                                | 63,0                                                                               |                                                                                    |
|                                                                                    | Högern                                                                             | A. Envall                                                                          | 357                                                                                | 37,0                                                                               |                                                                                    |
| Valdeltagande                                                                      | Valdeltagande                                                                      | Valdeltagande                                                                      | 967                                                                                | 68,3                                                                               |                                                                                    |

Valet ägde rum den 13 september 1905. 1 röst kasserades.